# حسین ایری
حسین ایری (زاده ۱۳۳۰ - تهران) بازیگر و فیلم‌نامه‌نویس اهل ایران است.
وی فعالیت هنری خود را از سال ۱۳۴۷ در مرکز تئاتر تجربی ایران در کارگاه نمایش آغاز کرد، ایری تجربهٔ بازیگری تلویزیونی را با نقش نخست سری فیلم‌های چنگ به کارگردانی فریبرز صالح در سال ۱۳۵۱ شروع کرد، اولین تجربه سینمایی وی نیز در سال ۱۳۶۳ به عنوان بازیگر در فیلم صف بوده است.
ایری همچنین عضو کانون فیلم‌نامه‌نویسان سینمای ایران و مدرس فیلم‌نامه‌نویسی در دانشکده سینما تئاتر دانشگاه هنر بوده است.

## فیلم‌شناسی

### بازیگری
- نار و نی (۱۳۶۷)
- مقاومت (۱۳۶۵)
- صف (۱۳۶۳)

### نویسنده
- تحفه هند (۱۳۷۳)
- نار و نی (۱۳۶۷)
- مأموریت (۱۳۶۵)

### تهیه‌کننده
- نار و نی (۱۳۶۷)